# Koleus

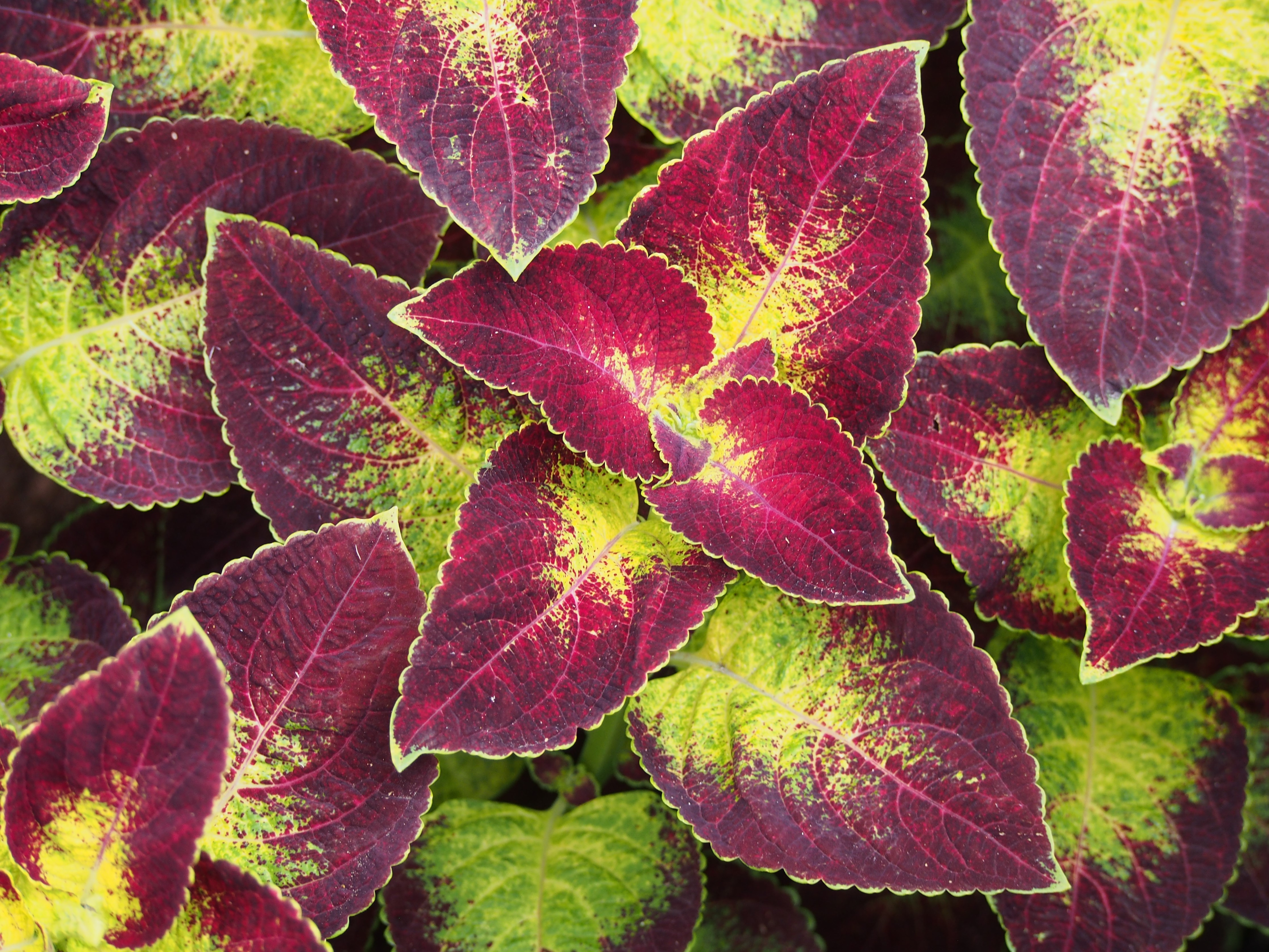
Odmiana 'ColorBlaze Dipt in Wine' koleusa Blumego

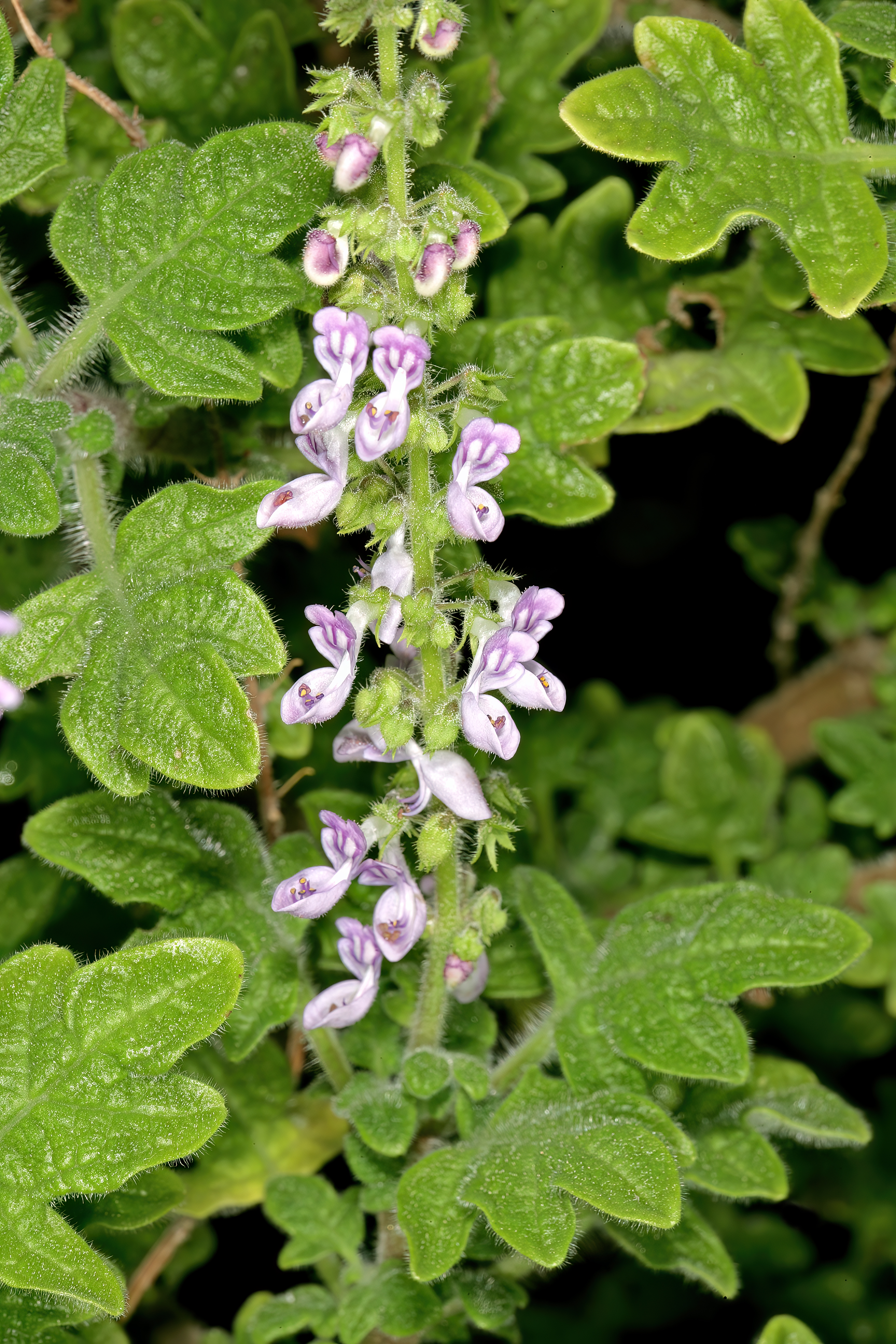
Coleus venteri

Koleus, pochwiatka (Coleus Lour.) – rodzaj roślin z rodziny jasnotowatych. Obejmuje ok. 300 gatunków. Występują one w strefie tropikalnej i subtropikalnej Afryki, Azji, Australii i Oceanii.
Do rodzaju należy szereg roślin użytkowych. Popularną rośliną ozdobną, w strefach umiarkowanych uprawianą jako doniczkowa, jest koleus Blumego C. scutellaioides o licznych odmianach z wielobarwnymi liśćmi. C. esculentus, Coleus maculosus subsp. edulis i C. barbatus mają jadalne bulwy.C. caninus wykorzystywany jest jako repelent kotów i psów, C. barbatus sadzony jest w formie żywopłotów w Afryce i wykorzystywany jako roślina lecznicza, C. amboinicus służy jako przyprawa, roślina lecznicza i kosmetyczna.

## Morfologia

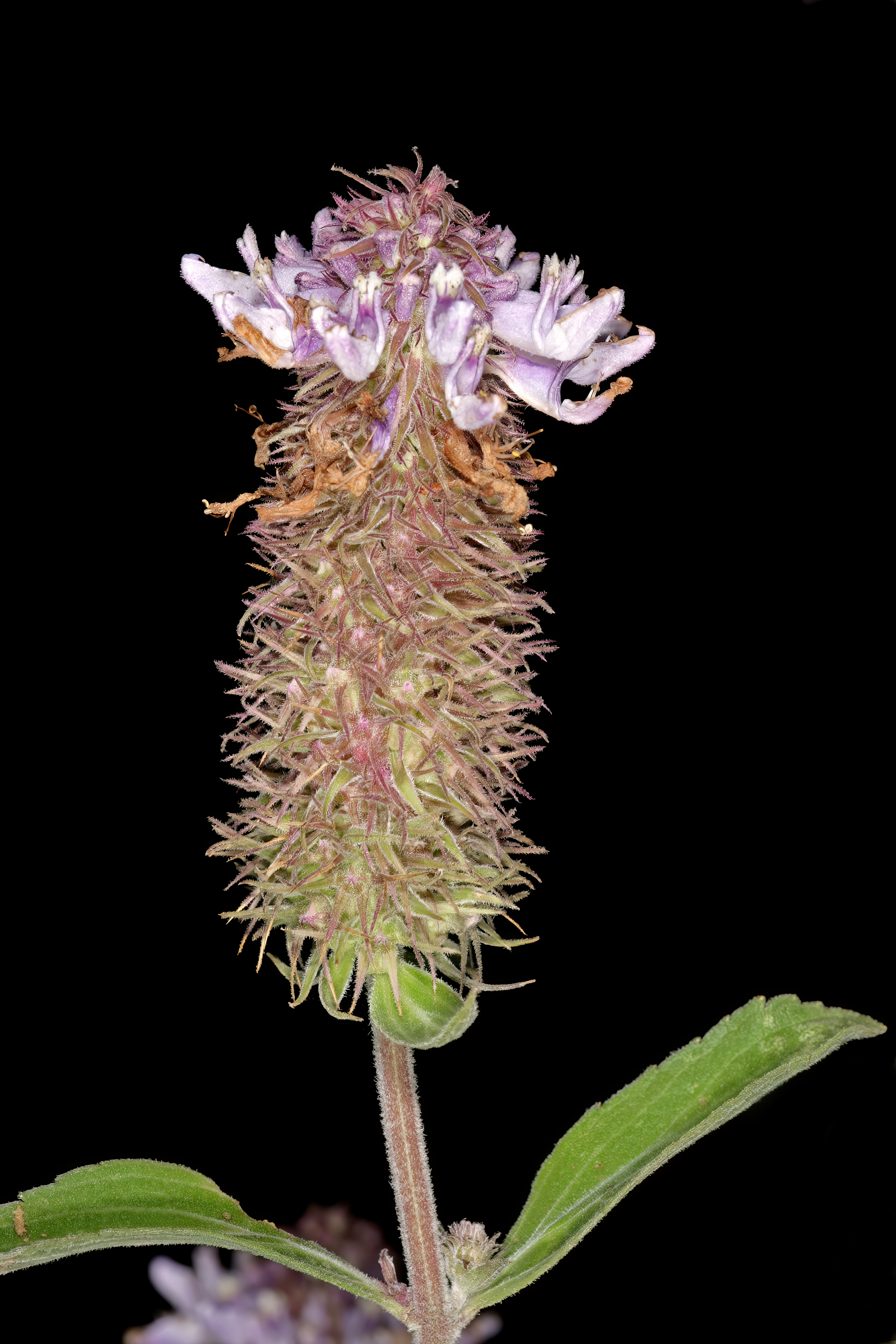
Coleus kirkii

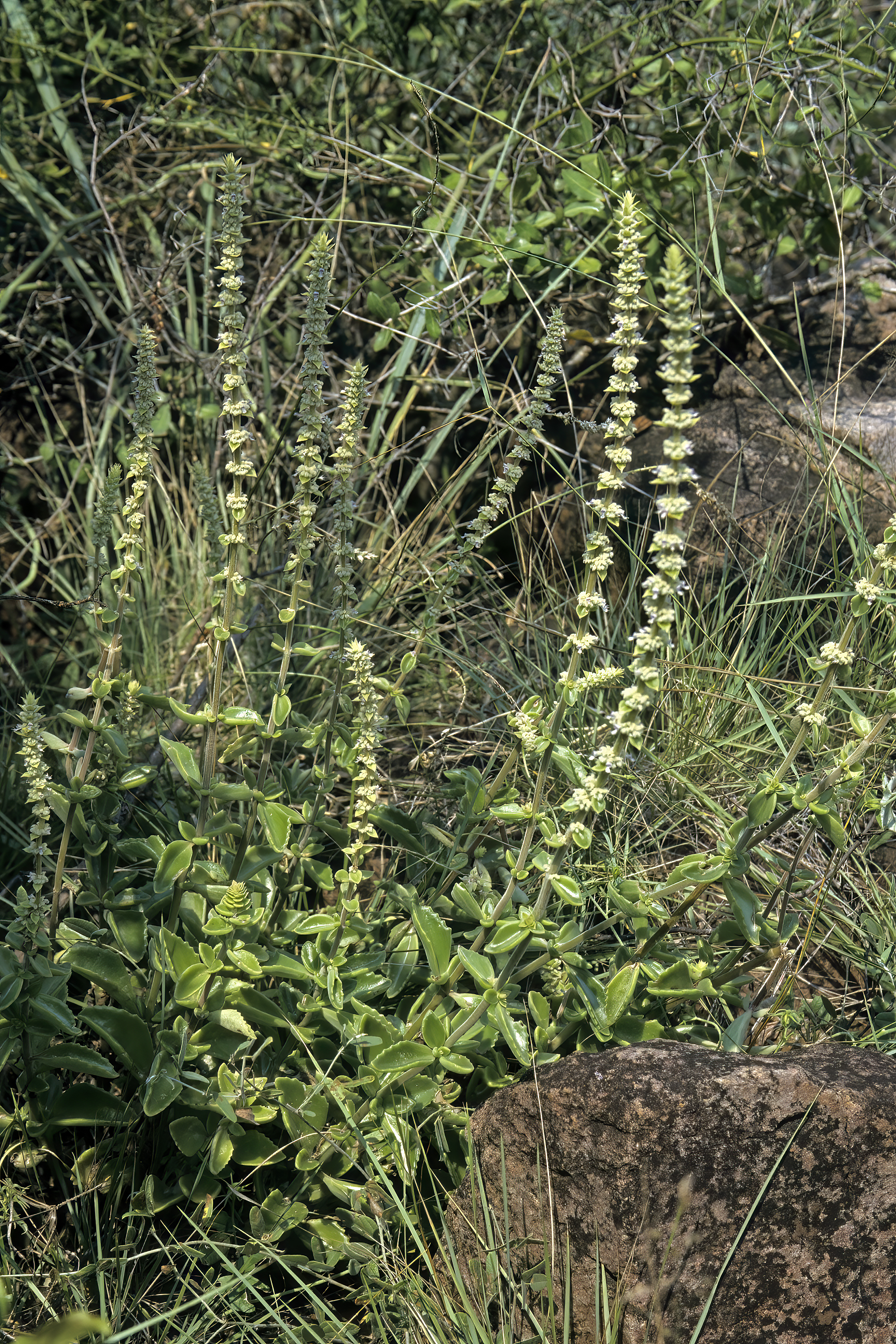
Coleus cylindraceus

PokrójRośliny zielne i krzewy, u wielu gatunków z bulwiastymi korzeniami bocznymi.
LiściePojedyncze, naprzeciwległe, ogonkowe i ząbkowane.
KwiatyZebrane w kilku- lub wielokwiatowe okółki tworzące szczytowy groniasty lub wiechowaty kwiatostan złożony. Podsadek zwykle brak lub szybko odpadają. Kwiaty osadzone są na szypułkach. Kielich jest jajowaty lub dzwonkowaty, z 5 ząbkami równymi lub dwuwargowy i wówczas z powiększonym górnym (tylnym) ząbkiem. Podczas owocowania kielich się powiększa. Korona kwiatu wystaje z kielicha, jest prosta lub zagięta, dwuwargowa. Górna warga jest podzielona na 4, rzadziej 3 łatki, mocno odgięte. Dolna warga ma łatkę wydłużoną, niepodzieloną, zwężającą się u nasady, zwykle kształtu łyżeczkowatego lub czółenkowatego. Pręciki są cztery, schowane w dolnej wardze. Ich nitki są połączone lub wolne. Znamię w postaci rozwidlonych łatek.
OwoceNiełupki jajowate do kulistych, gładkie.

## Systematyka
Pozycja systematyczna

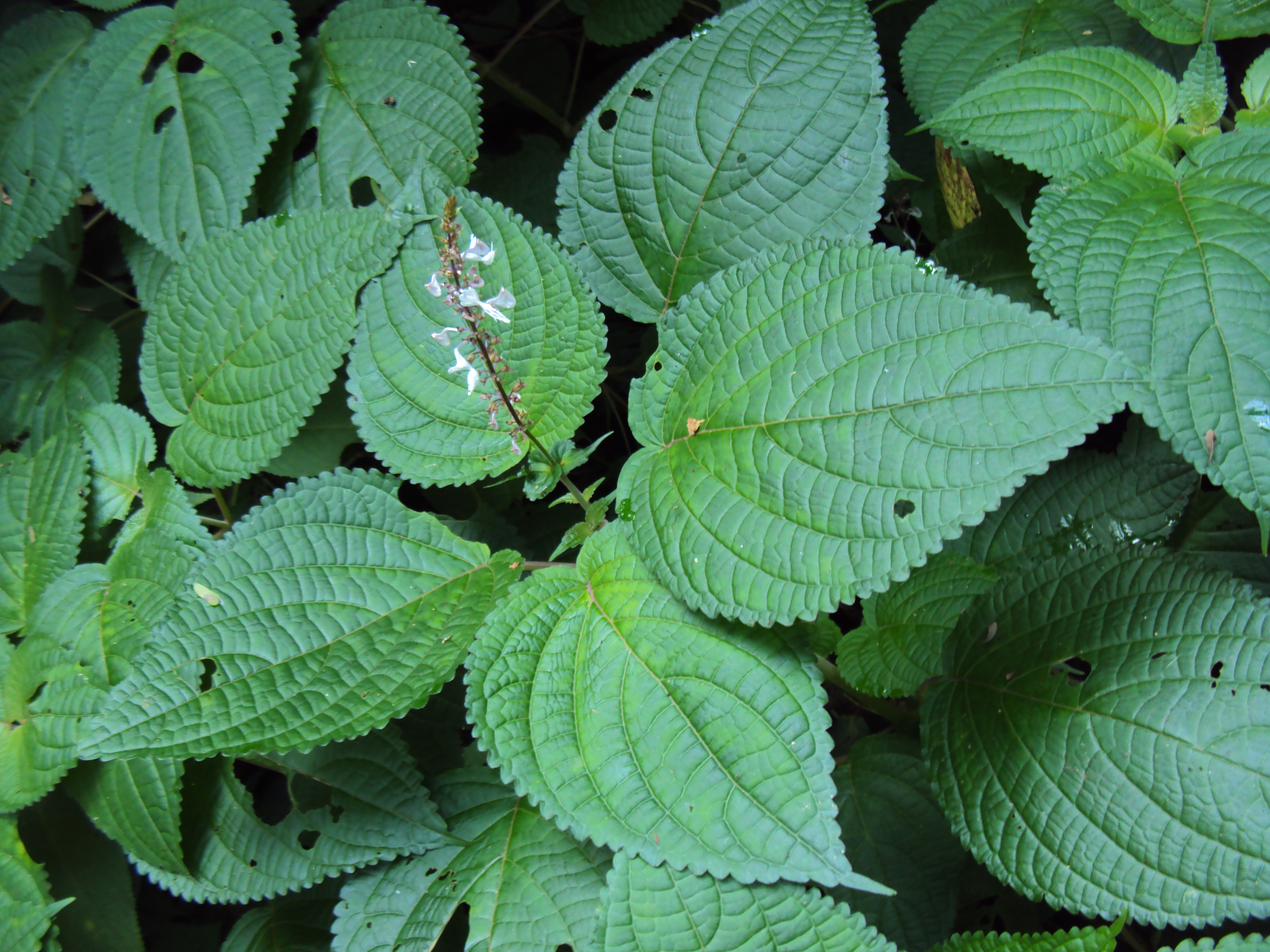
Plectranthus malabaricus

Rodzaj z podplemienia Plectranthinae z plemienia Ocimeae i podrodziny Nepetoideae z rodziny jasnotowatych Lamiaceae.
Część taksonomów uznaje gatunek typowy rodzaju za wspólny z rodzajem plektrantus Plectranthus i łączy te rodzaje w ramach szeroko ujmowanego rodzaju Plectranthus.
Wykaz gatunków
- Coleus abyssinicus (Fresen.) A.J.Paton
- Coleus acariformis (P.I.Forst.) P.I.Forst.
- Coleus achankoviliensis Smitha & A.J.Paton
- Coleus actites (P.I.Forst.) P.I.Forst.
- Coleus adenanthus (Dalzell & A.Gibson) A.J.Paton
- Coleus adenophorus (Gürke) A.J.Paton
- Coleus aegyptiacus (Forssk.) A.J.Paton
- Coleus affinis (Gürke) A.J.Paton
- Coleus albicalyx (Suddee) Suddee
- Coleus aliciae (Codd) A.J.Paton
- Coleus alloplectus (S.T.Blake) P.I.Forst. & T.C.Wilson
- Coleus alpinus Vatke
- Coleus altanmouiensis (T.C.Wilson, P.I.Forst. & M.A.M.Renner) T.C.Wilson & P.I.Forst.
- Coleus amboinicus Lour.
- Coleus amicorum (S.T.Blake) P.I.Forst. & T.C.Wilson
- Coleus amiculatus (T.C.Wilson, P.I.Forst. & M.A.M.Renner) T.C.Wilson & P.I.Forst.
- Coleus amoenus (P.I.Forst.) P.I.Forst.
- Coleus anamudianus (Smitha & Sunojk.) Smitha
- Coleus angolensis (G.Taylor) A.J.Paton
- Coleus angulatus (Hedge) A.J.Paton & Phillipson
- Coleus anthonyi Jebin Joseph & J.Mathew
- Coleus apoensis Elmer
- Coleus apreptus (S.T.Blake) P.I.Forst. & T.C.Wilson
- Coleus apricus (P.I.Forst.) P.I.Forst.
- Coleus arabicus Benth.
- Coleus arenicola (P.I.Forst.) P.I.Forst.
- Coleus argentatus (S.T.Blake) P.I.Forst. & T.C.Wilson
- Coleus argenteus (Gamble) A.J.Paton
- Coleus argentifolius (Ryding) A.J.Paton
- Coleus articulatus (I.M.Johnst.) A.J.Paton
- Coleus ater A.J.Paton
- Coleus auriglandulosus (A.J.Paton) A.J.Paton
- Coleus australis (R.Br.) A.J.Paton
- Coleus autranii Briq.
- Coleus barbatus (Andrews) Benth. ex G.Don
- Coleus bariensis (Ryding) A.J.Paton
- Coleus batesii (Baker) A.J.Paton
- Coleus batianoffii (P.I.Forst.) P.I.Forst.
- Coleus bellus (P.I.Forst.) P.I.Forst.
- Coleus betonicifolius (Baker) A.J.Paton
- Coleus bifidus (A.J.Paton) A.J.Paton
- Coleus bipartitus (P.I.Forst.) P.I.Forst.
- Coleus bishopianus (Gamble) Smitha & A.J.Paton
- Coleus blakei (P.I.Forst.) P.I.Forst.
- Coleus bojeri Benth.
- Coleus bolavenensis Suddee, Tagane & Rueangr.
- Coleus botryosus (A.J.Paton) A.J.Paton
- Coleus bourneae (Gamble) Smitha & A.J.Paton
- Coleus bracteatus Dunn
- Coleus brazzavillensis A.Chev.
- Coleus buchananii (Baker) Brenan
- Coleus burorum Chiov.
- Coleus caillei A.Chev. ex Hutch. & Dalziel
- Coleus calaminthoides (Baker) A.J.Paton
- Coleus calcicola Murata
- Coleus caldericola (P.I.Forst.) P.I.Forst.
- Coleus calycinus (Benth.) A.J.Paton
- Coleus cambodianus (Murata) A.J.Paton
- Coleus caninus (B.Heyne ex Roth) Vatke
- Coleus carnosifolius (Hemsl.) Dunn
- Coleus cataractarum (B.J.Pollard) A.J.Paton
- Coleus caudatus (S.Moore) E.Downes & I.Darbysh.
- Coleus celsus A.J.Paton
- Coleus centraliafricanus A.J.Paton
- Coleus chevalieri Briq.
- Coleus ciliatus (Bramley) A.J.Paton
- Coleus circinnatus (Hedge) A.J.Paton & Phillipson
- Coleus coeruleus Gürke
- Coleus comosus Hochst. ex Gürke
- Coleus confertiflorus (A.J.Paton) A.J.Paton
- Coleus congensis (Gürke) A.J.Paton
- Coleus congestus (R.Br.) A.J.Paton
- Coleus conglomeratus (T.C.E.Fr.) Robyns & Lebrun
- Coleus crassus (N.E.Br.) Culham
- Coleus cremnus (B.J.Conn) A.J.Paton
- Coleus cucullatus (A.J.Paton) A.J.Paton
- Coleus cuneatus Baker f.
- Coleus cyanophyllus (P.I.Forst.) P.I.Forst.
- Coleus cylindraceus (Hochst. ex Benth.) A.J.Paton
- Coleus daviesii E.A.Bruce
- Coleus decimus (A.J.Paton) A.J.Paton
- Coleus decurrens Gürke
- Coleus deflexifolius (Baker) A.J.Paton
- Coleus defoliatus (Hochst. ex Benth.) A.J.Paton
- Coleus densus (N.E.Br.) A.J.Paton
- Coleus descampsii (Briq.) A.J.Paton
- Coleus dewildemanianus (Robyns & Lebrun) A.J.Paton
- Coleus dichotomus (A.J.Paton) A.J.Paton
- Coleus dinteri (Briq.) A.J.Paton
- Coleus dissitiflorus Gürke
- Coleus divaricatus A.J.Paton
- Coleus diversus (S.T.Blake) P.I.Forst. & T.C.Wilson
- Coleus dolichopodus (Briq.) A.J.Paton
- Coleus dumicola (P.I.Forst.) P.I.Forst.
- Coleus dysophylloides (Benth.) A.J.Paton
- Coleus efoliatus De Wild.
- Coleus elliotii (S.Moore) A.J.Paton
- Coleus elongatus Trimen
- Coleus eminii (Gürke) A.J.Paton
- Coleus engleri (Briq.) A.J.Paton
- Coleus erici-rosenii (R.E.Fr.) A.J.Paton
- Coleus esculentus (N.E.Br.) G.Taylor
- Coleus eungellaensis A.J.Paton
- Coleus excelsus (P.I.Forst.) P.I.Forst.
- Coleus exilis (A.J.Paton) A.J.Paton
- Coleus fasciculatus (P.I.Forst.) P.I.Forst.
- Coleus ferricola Phillipson, O.Hooper & A.J.Paton
- Coleus foetidus (Benth.) A.J.Paton
- Coleus foliatus (A.J.Paton) A.J.Paton
- Coleus forsteri (Benth.) A.J.Paton
- Coleus fragrantissimus (P.I.Forst.) P.I.Forst.
- Coleus fredericii G.Taylor
- Coleus fruticosus Wight ex Benth.
- Coleus galeatus (Vahl) Benth.
- Coleus gamblei (Smitha & Sunojk.) Smitha
- Coleus garckeanus Vatke
- Coleus geminatus (P.I.Forst.) P.I.Forst.
- Coleus gibbosus A.J.Paton
- Coleus gigantifolius (Suddee) Suddee
- Coleus gillettii (J.K.Morton) A.J.Paton
- Coleus glabriflorus (P.I.Forst.) P.I.Forst.
- Coleus globosus (Ryding) A.J.Paton
- Coleus goetzenii (Gürke) A.J.Paton
- Coleus gossweileri A.J.Paton
- Coleus gracilipedicellatum (Robyns & Lebrun) A.J.Paton
- Coleus gracilis Gürke
- Coleus gracillimus (T.C.E.Fr.) Robyns & Lebrun
- Coleus graminifolius (Perkins) A.J.Paton
- Coleus grandicalyx E.A.Bruce
- Coleus grandidentatus (Gürke) A.J.Paton
- Coleus graniticola (A.Chev.) A.J.Paton
- Coleus gratus (S.T.Blake) P.I.Forst. & T.C.Wilson
- Coleus graveolens (R.Br.) A.J.Paton
- Coleus guerkei (Briq.) A.J.Paton
- Coleus gymnostomus Gürke
- Coleus habrophyllus (P.I.Forst.) P.I.Forst.
- Coleus hadiensis (Forssk.) A.J.Paton
- Coleus hairulii Kiew
- Coleus hallii (J.K.Morton) A.J.Paton
- Coleus harmandii (Doan ex Suddee & A.J.Paton) A.J.Paton
- Coleus helferi (Hook.f.) A.J.Paton
- Coleus hereroensis (Engl.) A.J.Paton
- Coleus hijazensis (Abdel Khalik) A.J.Paton
- Coleus humulopsis (B.J.Pollard) A.J.Paton
- Coleus hymalis (J.R.I.Wood) A.J.Paton
- Coleus idukkianus (J.Mathew, Yohannan & B.J.Conn) Smitha
- Coleus igniarioides (Ryding) A.J.Paton
- Coleus igniarius Schweinf.
- Coleus ignotus (A.J.Paton) A.J.Paton
- Coleus inflatus Benth.
- Coleus inselbergi (B.J.Pollard & A.J.Paton) A.J.Paton
- Coleus insignis (Hook.f.) A.J.Paton
- Coleus insolitus (C.H.Wright) Robyns & Lebrun
- Coleus insularis (P.I.Forst.) P.I.Forst.
- Coleus intraterraneus (S.T.Blake) P.I.Forst. & T.C.Wilson
- Coleus kanneliyensis L.H.Cramer & S. Balas.
- Coleus kanyakumariensis (Shinoj & Sunojk.) Smitha
- Coleus kapatensis R.E.Fr.
- Coleus kirkii (Baker) A.J.Paton
- Coleus kivuensis Lebrun & L.Touss.
- Coleus klossii (S.Moore) P.I.Forst. & T.C.Wilson
- Coleus koualensis A.Chev. ex Hutch. & Dalziel
- Coleus koulikoroensis A.J.Paton
- Coleus kunstleri (Prain) A.J.Paton
- Coleus lactiflorus Vatke
- Coleus laetus (P.I.Forst.) P.I.Forst.
- Coleus lageniocalyx Briq.
- Coleus lanceolatus (Bojer ex Benth.) A.J.Paton & Phillipson
- Coleus lancifolius (Bramley) A.J.Paton
- Coleus lanuginosus Hochst. ex Benth.
- Coleus lasianthus Gürke
- Coleus lateriticola (A.Chev.) Phillipson, O.Hooper & A.J.Paton
- Coleus laxus (T.C.Wilson & P.I.Forst.) T.C.Wilson & P.I.Forst.
- Coleus leiperi (P.I.Forst.) P.I.Forst.
- Coleus linearifolius (J.K.Morton) A.J.Paton
- Coleus livingstonei A.J.Paton
- Coleus longipetiolatus Gürke
- Coleus lyratus (A.Chev.) Roberty
- Coleus maculosus (Lam.) A.J.Paton
- Coleus madagascariensis (Pers.) A.Chev.
- Coleus magnificus P.I.Forst. & A.J.Paton
- Coleus malabaricus Benth.
- Coleus mannii Hook.f.
- Coleus marrubatus (J.K.Morton) A.J.Paton
- Coleus megacalyx (A.J.Paton) A.J.Paton
- Coleus megadontus (P.I.Forst.) P.I.Forst.
- Coleus melleri (Baker) A.J.Paton & Phillipson
- Coleus meyeri (Gürke) A.J.Paton
- Coleus minor (J.K.Morton) A.J.Paton
- Coleus minutiflorus (Ryding) A.J.Paton
- Coleus minutus (P.I.Forst.) P.I.Forst.
- Coleus mirabilis Briq.
- Coleus mirus (S.T.Blake) P.I.Forst. & T.C.Wilson
- Coleus mitis (R.A.Clement) A.J.Paton
- Coleus modestus (Baker) Robyns & Lebrun
- Coleus mollis Benth.
- Coleus monostachyus (P.Beauv.) A.J.Paton
- Coleus mutabilis (Codd) A.J.Paton
- Coleus myrianthellus Briq.
- Coleus namuliensis E.Downes & I.Darbysh.
- Coleus neochilus (Schltr.) Codd
- Coleus nepetifolius (Baker) A.J.Paton
- Coleus niamniamensis (Gürke) A.J.Paton
- Coleus nigericus (Alston) A.J.Paton
- Coleus nitidus (P.I.Forst.) P.I.Forst.
- Coleus niveus (Hiern) A.J.Paton
- Coleus nyikensis Baker
- Coleus omissus (P.I.Forst.) P.I.Forst.
- Coleus orthodontus (Gürke) A.J.Paton
- Coleus otostegioides (Schweinf. ex Gürke) A.J.Paton
- Coleus pallidus (Wall. ex Benth.) A.J.Paton
- Coleus paniculatus Benth.
- Coleus parishii (Hook.f.) A.J.Paton
- Coleus parvicalyx (A.J.Paton) A.J.Paton
- Coleus penicillatus (A.J.Paton) A.J.Paton
- Coleus pentheri Gürke
- Coleus perrieri (Hedge) A.J.Paton & Phillipson
- Coleus persoonii Benth.
- Coleus petiolatissimus Briq.
- Coleus petraeus (Backer ex Adelb.) A.J.Paton
- Coleus petricola (J.Mathew & B.J.Conn) A.J.Paton
- Coleus phulangkaensis (Suddee, Suphuntee & Saengrit) Suddee
- Coleus plantagineus (Hook.f.) A.J.Paton
- Coleus platyphyllus (A.J.Paton) A.J.Paton
- Coleus pobeguinii Hutch. & Dalziel
- Coleus polystachyus (Benth.) A.J.Paton
- Coleus porcatus (van Jaarsv. & P.J.D.Winter) A.J.Paton
- Coleus porphyranthus (T.J.Edwards & N.R.Crouch) A.J.Paton
- Coleus prittwitzii (Perkins) A.J.Paton
- Coleus prostratus (Gürke) A.J.Paton
- Coleus psammophilus (Codd) A.J.Paton
- Coleus pseudospeciosus (Buscal. & Muschl.) A.J.Paton
- Coleus pulchellus (P.I.Forst.) P.I.Forst.
- Coleus rafidahiae Kiew
- Coleus recurvata (Ryding) A.J.Paton
- Coleus repens Gürke
- Coleus reticulatus A.Chev.
- Coleus rhodesianum (N.E.Br.) A.J.Paton
- Coleus robustus (Hook.f.) A.J.Paton
- Coleus rotundifolius (Poir.) A.Chev. & Perrot
- Coleus ruandensis (De Wild.) A.J.Paton
- Coleus rutenbergianus (Vatke) A.J.Paton & Phillipson
- Coleus sahyadricus (Smitha & Sunojk.) Smitha
- Coleus sallyae (A.J.Paton) A.J.Paton
- Coleus sanguineus (Britten) A.J.Paton
- Coleus saxorum (J.Mathew, Yohannan & B.J.Conn) Smitha
- Coleus scaber (Benth.) A.J.Paton
- Coleus scandens Gürke
- Coleus scebeli Chiov.
- Coleus schizophyllus (Baker) A.J.Paton
- Coleus schliebenii (Mildbr.) A.J.Paton
- Coleus scruposus A.J.Paton
- Coleus scutellarioides (L.) Benth. – koleus Blumego
- Coleus seretii De Wild.
- Coleus sessilifolius (A.J.Paton) A.J.Paton
- Coleus shirensis Gürke
- Coleus shoolamudianus (Sunil & Naveen Kum.) Smitha & A.J.Paton
- Coleus sigmoideus (A.J.Paton) A.J.Paton
- Coleus socotranus (Radcl.-Sm.) A.J.Paton
- Coleus sphaerocephalus (Baker) A.J.Paton
- Coleus splendens (P.I.Forst.) P.I.Forst.
- Coleus splendidus A.Chev.
- Coleus stachyoides (Oliv.) E.A.Bruce
- Coleus steenisii (H.Keng) A.J.Paton
- Coleus stenostachys (Baker) A.J.Paton & Phillipson
- Coleus strictipes (G.Taylor) A.J.Paton
- Coleus strobilifer (Roxb.) A.J.Paton
- Coleus stuhlmannii (Gürke) A.J.Paton
- Coleus suaveolens (S.T.Blake) P.I.Forst. & T.C.Wilson
- Coleus subspicatus (Hochst.) Walp.
- Coleus succulentus Pax
- Coleus suffruticosus (Wight) A.J.Paton
- Coleus sylvestris (Gürke) A.J.Paton & Phillipson
- Coleus tenuicaulis Hook.f.
- Coleus tetradenifolius (A.J.Paton) A.J.Paton
- Coleus tetragonus (Gürke) Robyns & Lebrun
- Coleus thalassoscopicus (P.I.Forst.) P.I.Forst.
- Coleus thyrsoideus Baker
- Coleus togoensis (Perkins) A.J.Paton
- Coleus tomentifolius (Suddee) Suddee
- Coleus torrenticola (P.I.Forst.) P.I.Forst.
- Coleus triangularis (A.J.Paton) A.J.Paton
- Coleus trullatus (A.J.Paton) A.J.Paton
- Coleus umbrosus Vatke
- Coleus unguentarius (Codd) A.J.Paton
- Coleus urticifolius Benth.
- Coleus velutinus (Trimen) A.J.Paton
- Coleus venteri (van Jaarsv. & Hankey) A.J.Paton
- Coleus ventosus (P.I.Forst.) P.I.Forst.
- Coleus venustus (P.I.Forst.) P.I.Forst.
- Coleus verticillatus (Baker) A.J.Paton
- Coleus vettiveroides K.C.Jacob
- Coleus veyretiae (Guillaumet & A.Cornet) A.J.Paton & Phillipson
- Coleus villosus (Forssk.) A.J.Paton
- Coleus wallamanensis (T.C.Wilson & P.I.Forst.) T.C.Wilson & P.I.Forst.
- Coleus welwitschii Briq.
- Coleus xanthanthus C.Y.Wu & Y.C.Huang
- Coleus xerophilus (Codd) A.J.Paton
- Coleus xylopodus (Lukhoba & A.J.Paton) A.J.Paton
- Coleus yemenensis A.J.Paton
- Coleus zombensis (Baker) Mwany.